# 295-й истребительный авиационный полк (первого формирования)
295-й истребительный авиационный полк (295-й иап) — воинская часть Военно-воздушных сил (ВВС) Вооружённых Сил РККА, принимавшая участие в боевых действиях Великой Отечественной войны.

## Наименования полка
За весь период своего существования полк несколько раз менял своё наименование:
- 295-й истребительный авиационный полк
- 246-й истребительный авиационный полк (второго формирования)
- 10-й истребительный авиационный полк Войска Польского
- Полевая почта 26208

## Создание полка
295-й истребительный авиационный полк сформирован в апреле 1941 года в Одесском военном округе на аэродроме г. Кировоград.

## Переформирование полка
Согласно устному приказу начальника УТЦ ВВС Южного фронта полковника Комлева 27 октября 1941 года 295-й истребительный авиационный полк переименован в 246-й истребительный авиационный полк. Штабам 295-го и 246-го иап, входивших в состав УТЦ приказано обменяться номерами, печатями и штампами с оставлением личного состава и штабных документов.

## В действующей армии
В составе действующей армии:
- с 20 октября 1941 года по 27 октября 1941 года

## Командиры полка
| Звание | Имя                        | Период            | Примечание |
| ------ | -------------------------- | ----------------- | ---------- |
| майор  | Жердев Николай Прокофьевич | 1941 — 27.10.1941 |            |

## В составе соединений и объединений
| Период        | Фронт (округ)          | армия             | дивизия                                 | примечание               |
| ------------- | ---------------------- | ----------------- | --------------------------------------- | ------------------------ |
| 01.04.1941 г. | Одесский военный округ | ВВС округа        | 66-я истребительная авиационная дивизия | Кировоград, И-16         |
| 22.06.1941 г. | Южный фронт            | ВВС Южного фронта | 66-я истребительная авиационная дивизия | И-16                     |
| 20.10.1941 г. | Южный фронт            | ВВС Южного фронта | Учебно-тренировочный центр              | И-16                     |
| 27.10.1941 г. | Южный фронт            | ВВС Южного фронта | Учебно-тренировочный центр              | переименован в 246-й иап |

## Участие в операциях и битвах
- Приграничные сражения с 22 июня 1941 года по 29 июня 1941 года
- Удары по Плоешти, Джурджу и Бухаресту 26 июня 1941 года
- Удары по танковым колоннам противника в районах Юров, Коростень, Житомир и отражение вражеского наступления на Уманском направлении с 10 июля 1941 года по 15 июля 1941 года
- Киевско-Прилуцкая оборонительная операция — с 13 сентября 1941 года по 26 сентября 1941 года
- Донбасская операция — с 29 сентября 1941 года по 20 октября 1941 года.

| И-15 бис | И-153 | И-16 |

## Самолёты на вооружении
| Период      | Самолёты |
| ----------- | -------- |
| 1941 — 1941 | И-16     |